# Knaumühle
Knaumühle ist ein Ortsteil der Stadt Oberviechtach im Oberpfälzer Landkreis Schwandorf in Bayern.

## Geographische Lage
Die drei Gebäude der Knaumühle liegen westlich der Ostmarkstraße und nördlich der Staatsstraße 2159 im Steinbachtal.

## Geschichte
Im Bericht des Kaplans Heinrich Beier wird 1580 Knaumühle als zur Pfarrei Oberviechtach gehörig erwähnt.
Zum Stichtag 23. März 1913 (Osterfest) wurde Knaumühle als Teil der Pfarrei Oberviechtach mit einem Haus und 10 Einwohnern aufgeführt.
Knaumühle gehörte am 31. Dezember 1969 zur Gemeinde Obermurach.
Am 31. Dezember 1990 hatte Knaumühle sieben Einwohner und gehörte zur Pfarrei Oberviechtach.